# Lumbricalus adriatica
Lumbricalus adriatica är en ringmaskart som först beskrevs av Fauvel 1940.  Lumbricalus adriatica ingår i släktet Lumbricalus och familjen Lumbrineridae. Arten har ej påträffats i Sverige. Inga underarter finns listade i Catalogue of Life.